# Orzecznictwo w Sprawach Zamówień Publicznych
Orzecznictwo w Sprawach Zamówień Publicznych – kwartalnik prawniczy poświęcony problematyce zamówień publicznych w Polsce. W każdym numerze znajduje się obszerny przegląd orzecznictwa z tego zakresu wraz z uzasadnieniami. Czasopismo wydawane przez Wydawnictwo MEDD. Dostępne m.in. w prenumeracie Kolportera i Ruchu SA.